# Laoni Anzelm
Laoni Anselm (lat Anselmus Laudunensis, fr Anselm de Laon; 1050 körül–1117), eredetileg Ansel (Ansellus), francia teológus és filozófus. A pre-skolasztika kiemelkedő alakja, a bibliai hermeneutika egyik alapítója. Fő műve a Glossa Interlinearis.

## Élete és működése
Laonban született, állítólag kőműves családban. A hagyomány szerint Canterbury Szent Anselm tanította Le Becben, de mesterei között ott volt Kölni Brúnó és Lautenbachi Manegold. 1080 körül testvérével, Ralph-fal visszatért Laonba, ahol a kolostori iskolában kezdett tanítani. 1109-ben a katedrális dékánja és kancellárja lett, 1115-ben pedig egyike volt a két archidiakónusnak.
Iskolája híressé vált, tanítványai közül az egyik, Pierre Abélard azonban megvetően szólt róla, egy olyan fáklyához hasonlítva őt, mely fényt nem ad ugyan, de annál több füsttel tölti meg a tanulni szándékozók elméjét. Abélard-t Anzelm 1113-ban elűzte iskolájából. Halála után tanítványai, köztük Gilbert de la Porrée összegyűjtötte tanait, amiből megszületett a Glossa Interlinearis, a Sorközi Glossa, amely igyekezett összhangba hozni és egymásra vonatkoztatni a bibliai szövegeket, illetve a koraközépkori szerzők írásait. A szöveg a Biblia sorai közé írt magyarázatokból áll. 
Tanítványai közül kiemelkedik Szentviktori Hugó, Petrus Lombardus és Aquinói Szent Tamás, a skolasztikus filozófia megalapítói.